# Baldur's Gate II: Shadows of Amn
Baldur's Gate II: Shadows of Amn é um RPG desenvolvido pela BioWare, lançado para o PC em 24 de Setembro de 2000 pela Interplay Entertainment. É a sequela de Baldur's Gate, situando-se no mesmo universo de Dungeons & Dragons, Forgotten Realms (Reinos Esquecidos). O motor utilizado para o desenvolvimento do jogo é o Infinity Engine, também utilizado pelo seu antecessor, assim como por Planescape: Torment e Icewind Dale.
A história continua a de Baldur's Gate, seguindo as viagens do personagem principal por Forgotten Realms principalmente na região de Amn, conhecida como o reino mercante. O jogo inclui novas funcionalidades, tais como novos feitiços, classes, níveis e kits de especialização para as personagens. Estes kits introduzem alterações as classes base, dando-lhes novos poderes mas impondo algumas desvantagens.

## Jogabilidade
Baldur's Gate II: Shadows of Amn, assim como os outros jogos da Infinity Engine, tem uma perspectiva isométrica e implementa a 2ª edição de Advanced Dungeons & Dragons. A missão central do jogo requer cerca de 50 a 60 horas, enquanto o jogo completo, incluindo todas missões secundárias, é estimado levar entre 200 e 300 horas. O jogador pode importar um personagem já existente do primeiro jogo para utilizá-lo essa nova campanha.
Durante a criação do personagem é possível escolher uma classe entre: fighter, ranger, paladin, thief, bard, mage, cleric, druid, barbarian, monk ou sorcerer. Onde cada uma possui suas particularidades, magias, atributos, proficiências e restrições. O jogador controla um grupo de até seis personagens, um dos quais é o protagonista. Durante o jogo, as decisões tomadas pelo jogador irão influenciar o decorrer da história e o relacionamento entre os personagens do grupo, alterando alguns eventos futuros. O grupo possui um sistema de reputação que é afetado pelas ações e decisões do jogador, e juntamente com o atributo de Carisma do personagem do jogador, ditam como os NPCs do mundo irão reagir ao grupo.

## Personagens
- Jaheira
- Minsc
- Imoen
- Khalid
- Edwin
- Korgan
- Mazzy
- Jan
- Valygar
- Yoshimo
- Viconia
- Cernd
- Aerie
- Anomen
- Nalia
- Haer'Dalis

## Recepção
Baldur's Gate II: Shadows of Amn alcançou um sucesso muito superior ao seu antecessor e é dito como um dos melhores jogos de RPG já feitos até hoje. Foi muito bem recebido pela comunidade e também pela crítica, recebeu altas notas em sites de reviews como metacritic. Dominou o competitivo mercado de jogos de PC em seu lançamento, durante os primeiros 14 dias depois de seu lançamento o jogo lucrou por volta de 4 milhões de dólares nos Estados Unidos, o que foi um recorde para a Interplay.

## Throne of Baal
Baldur's Gate II: Throne of Baal foi um pacote de expansão para Baldur's Gate II: Shadows of Amn e foi lançado em 2001, continha conteúdo novo que termina a narrativa principal do jogo base. Adicionou armas, magias, monstros, missões, locais, NPCs e aumentou o nível máximo para os personagens.

## Enhanced Edition
Baldur's Gate II: Enhanced Edition é a versão remasterizada feita com uma versão atualizada da Infinity Engine e com o conteúdo da expansão Throne of Baal, que foi anunciada em 2012 e lançada em novembro de 2013.
A versão aprimorada de Baldur's Gate 1 e 2, conhecida como Baldur's Gate Enhanced Edition, está disponível no Xbox Game Pass desde 5 de junho de 2025, para os assinantes.